# Jonathan Gilad
 (septembre 2010).
Si vous disposez d'ouvrages ou d'articles de référence ou si vous connaissez des sites web de qualité traitant du thème abordé ici, merci de compléter l'article en donnant les références utiles à sa vérifiabilité et en les liant à la section « Notes et références ».
Jonathan Gilad est un pianiste français né le 17 février 1981 à Marseille.

## Biographie
Il commence le piano à l'âge de 5 ans. Il entre rapidement au conservatoire de Marseille dans la classe de Pierre Pradier et obtient une médaille d'or à l'âge de 11 ans. Il remporte en 1991 le Premier Grand Prix de la ville de Marseille. Cette période est faste en récompenses : à 10 ans, en novembre 1991, Jonathan Gilad obtient le prix spécial du jury du concours Mozart organisé par la ville de Paris, puis en avril 1992, le premier prix du concours international « Premio Mozart » pour enfants de moins de 14 ans, à Genève. La même année, il obtient le prix de l'Académie d'été à Salzbourg. Il poursuit sa formation auprès de Dmitri Bachkirov à Madrid et à Salzbourg.
En octobre 1996, Jonathan Gilad remplace à Chicago, Maurizio Pollini souffrant et fait ainsi ses débuts en Amérique du Nord.
En avril 1998, à 17 ans, il joue au festival de Berlin, le concerto de Schumann avec l'orchestre symphonique de Chicago dirigé par Daniel Barenboïm puis il est le soliste de la tournée américaine de l'orchestre philharmonique de Saint-Pétersbourg dirigé par Iouri Temirkanov et au cours de laquelle il fait ses débuts à New York, au Carnegie Hall.
En novembre 1998 paraît son premier enregistrement, un récital Mozart, Beethoven et Brahms, publié par EMI Classics dans le cadre de la série "Début". Ce disque lui a valu une nomination aux Victoires de la musique 1999. 
Habitué de nombreux festivals (Ravinia, Aspen, Klavier Ruhr Festival, Lucerne ou encore Verbier), il joue dans de prestigieuses salles (Carnegie Hall à New York, Herkulessaal à Munich, Wigmore Hall à Londres, la Philharmonie à Berlin mais encore le Concertgebouw à Amsterdam). Il a déjà eu également l’occasion de se produire avec de nombreux orchestres tels que les orchestres symphoniques de Chicago, de Boston, de Baltimore, l’orchestre de Paris, l'orchestre national de France, l’orchestre philharmonique d'Israël, l’orchestre philharmonique de Saint-Pétersbourg, l'orchestre national de Russie, la Camerata Academica de Salzbourg, l’orchestre del Maggio Musicale de Florence, l’orchestre symphonique de l’État de Saõ Paulo, l’Orchestre de la Suisse romande, l’orchestre de chambre de Lausanne, l'orchestre philharmonique de Marseille, sous la direction de Ricardo Casero Garrigues, Daniel Barenboim, Neville Marriner, Zubin Mehta, Eiji Ōue, Seiji Ozawa, Vladimir Spivakov, Yuri Temirkanov, Sándor Végh, Alain Lombard ou encore Tugan Sokhiev.
Jonathan Gilad joue également régulièrement en musique de chambre avec des partenaires tels que Julia Fischer, Mihaela Martin, Nikolaj Znaider, Viviane Hagner, Frans Helmerson, Daniel Müller-Schott, Renaud et Gautier Capuçon.

## École polytechnique
Après des classes préparatoires scientifiques au lycée Thiers de Marseille, Jonathan Gilad obtient de brillants résultats aux concours d'admission : major du concours de l'École des Mines de Paris, 2e de celui de l'École centrale Paris, 3e de sa commission à l'École polytechnique et 6e à l'École normale supérieure. Il choisit finalement d'intégrer l'École polytechnique.

## Discographie
- Mozart : Sonate no 17 ; Beethoven : Sonate no 28 ; Brahms : 25 variations et fugue sur un thème de Händel de Johannes Brahms (EMI)
- Beethoven : 3 sonates pour piano (Lyrinx)
- Prokofiev : Sonate pour piano no 1 et no 2 de Prokofiev / Suggestion diabolique de Prokofiev / Rachmaninov : Variations sur un thème de Corelli opus 42, Préludes no 5 et no 12 (Lyrinx)
- Mozart : sonates no 10 K330, no 12 K332, no 14 K457 et fantaisie K475 (Lyrinx)
- Trios de Mendelssohn, avec Julia Fischer et Daniel Müller-Schott (Pentatone)
- Œuvres pour violoncelle et piano de Felix Mendelssohn - Daniel Müller-Schott (Orféo)